# Sân bay Matsapha
Sân bay Matsapha (IATA: MTS, ICAO: FDMS) là một sân bay nằm gần Manzini, Eswatini. Sân bay này nằm cách Manzini 2 km về phía tây. Lưu lượng hành khách là 100.000 lượt/năm với 3600 lượt chuyến bay. Sân bay này được thiết lập vào thập niên 1960, nhà ga và đường băng được nâng cấp cuối thập niên 1970. Đường băng dài 2600 m, có thể phục vụ máy bay tầm trung như Airbus A320.

## Các hãng hàng không và các tuyến điểm
- Eswatini Airlink (Johannesburg)